# Grupo de Teatro de Letras
O Grupo de Teatro de Letras ou GTL é uma das companhias de teatro universitário mais antigas e mais prestigiadas de Portugal. É um grupo da Faculdade de Letras da Universidade de Lisboa.
Fundado em 1965, o grupo surgiu na sequência do Ciclo de Teatro de Letras, uma tentativa encoberta de criar uma associação de estudantes na faculdade, num tempo em que estas eram proibidas. Foram fundadores Fiama Hasse Pais Brandão, Luiza Neto Jorge, Gastão Cruz e José da Silva Louro entre outros.
Teve uma actividade marcante para o teatro e para o meio universitário durante a crise académica de 1969. Durante esse período contou com a participação de Luís Miguel Cintra, Jorge Silva Melo e Eduarda Dionísio, que se estrearam no grupo e, a partir dele, fundaram o Teatro da Cornucópia.
Pelo GTL passaram também outros nomes, como Maria do Céu Guerra, Luís Lima Barreto, Manuel Gusmão, Eugénia Vasques, Paulo Filipe Monteiro, Joaquim Horta e João Meireles.
Não teve actividade durante os anos 70, tendo sido reactivado em 1980. Presentemente é dirigido pelo encenador Ávila Costa e está sediado no Auditório da Cantina Velha da Universidade de Lisboa, na Cidade Universitária de Lisboa.
Tradicionalmente, todos os colaboradores do grupo, desde os actores até aos técnicos de som, com excepção do encenador, são estudantes das mais diversas faculdades da Universidade de Lisboa.

## Peças de teatro apresentadas
- 1965 – Assembleia ou partida, Pedro António Correia Garção
- 1966 – Auto da Alma+Pranto de Maria Parda+Auto dos Físicos, Gil Vicente
- 1966 – Três laudes
- 1968 – O avejão, Raul Brandão
- 1969 – Anfitrião ou Júpiter e Alcmena, António José da Silva
- 1969 – As troianas, Eurípides
- 1981 – Uma porta está aberta ou fechada
- 1982 – O confessionário
- 1983 – O quarto de Elsa
- 1983 – Os novos sofrimentos do jovem W
- 1987 – A farsa do mestre Pathelin, anónimo
- 1989 – Em férias
- 1989 – Leôncio e Lena, Georg Büchner
- 1990 – Sopratiamélia
- 1991 – Teatro de vanguarda/Grupo de vanguarda, Vicente Sanches
- 1992 – A estalajadeira
- 1993 – Faça-se luz
- 1994 – Vicenas
- 1995 – João Palmieri, António Larreta
- 1996 – Os carnívoros, Miguel Barbosa
- 1997 – Cerimonial para um massacre, Jorge Lima Alves
- 1998 – Hamlet, William Shakespeare
- 1999 – Ah Q
- 2000 – Troikadilhos
- 2001 – Flatulências
- 2002 – Kartoteka, Tadeusz Różewicz
- 2003 – O passageiro do expresso, José Rodrigues Miguéis
- 2004 – Cara de fogo, Marius von Mayenburg
- 2005 – O paraíso não está à vista, Rainer Werner Fassbinder
- 2006 – Jacques o fatalista, Denis Diderot
- 2007 — A Missão, Heiner Müller
- 2008 - O Retábulo das Maravilhas, Jacques Prévert
- 2009 - Cenitas do Ricardito, a partir de Ricardo III,William Shakespeare
- 2010 - Terrores Caseiros, a partir de Terrorismo, Irmaos Presnyakov
- 2011 - Prometeu, a partir de Ésquilo
- 2012 - Domiciano, José Martins Garcia
- 2018 - O Testamento Rosa, Cristina Ohana